# Jacques Lonchampt
Jacques Lonchampt, né le 10 août 1925 à Lyon (Rhône) et mort le 27 décembre 2014 à Paris,, est un critique musical français.

## Biographie
Après avoir fait une licence en philosophie Jacques Lonchampt débute comme critique musical au journal Lyon libre. À 20 ans, il devient délégué des Jeunesses musicales de France (1946-1947) puis il anime le Journal musical français en tant que rédacteur en chef (1948-1960).
Entre 1950 et 1961 il est aussi critique à Radio-Cinéma-Télévision, hebdomadaire qui devient plus tard Télérama.
De 1961 à 1990 il est premier critique musical au journal Le Monde, ainsi que l’auteur de plusieurs livres sur la musique.
Il est également chargé d'édition aux Éditions du Cerf où il assure, entre autres, la publication des écrits de sainte Thérèse de Lisieux.
Époux de Jeanne Aguettant, fille de Louis Aguettant dont ils s'emploient tous les deux à faire paraître les œuvres.
Il est inhumé à Saint-Amour dans le département du Jura.

## Distinctions
- Chevalier de la Légion d'honneur

## Publications
- Le bon plaisir : journal de musique contemporaine, Paris,  (ISBN 2-84110-001-4)
- Journal de musique, Paris, L'Harmattan
- Voyage à travers l'opéra, Paris, L'Harmattan  (ISBN 2-7475-2896-0)
- Regards sur l'opéra : de Verdi à Georges Aperghis, Paris, L'Harmattan  (ISBN 2-7475-4052-9)
- Dictionnaire pratique des compositeurs et des œuvres musicales, Jeunesses musicales de France
- Contribution à l'augmentation de l'Histoire de la musique d'Émile Vuillermoz, Paris, Livre de Poche, 1977
- Les Quatuors à cordes de Beethoven, Paris, Fayard, 1987